# چئونگوکسان (گیونگ‌سانگ شمالی)
چئونگوکسان (به لاتین: Cheongoksan) یک کوه در کره جنوبی است که در استان گیونگ‌سانگ شمالی واقع شده‌است. چئونگوکسان ۱٬۲۷۶٫۵ متر بالاتر از سطح دریا واقع شده‌است.